# 南紀応援隊〜秀介がゆく
南紀応援隊〜秀介がゆく（なんきおうえんたいしゅうすけがゆく）は、和歌山放送で放送されているラジオ番組。前番組は「北尾博伸のラジまるワイド」。

## 概要
- 放送時間は月～金13:00～15:00。
- 御坊・田辺白浜・日置川すさみ中継局が受信できるエリアでこの番組が聞ける。
- ラジオカーリポートの中継にはワイド無線を使用するが、電波が届く範囲が田辺市・白浜町・みなべ町・上富田町の一部となっており届かない場所では携帯電話を使用する。

## 出演者
- 寺門秀介（和歌山放送田辺支局アナウンサー）
- 吉田昌代（アシスタント）
- 山下博美「きよちゃん」（ラジオカーリポーター）
- 支局長（田辺支局長）（金曜のみ出演）

## 備考
- なぜ博美なのに「きよちゃん」か…真相は吉本新喜劇のお笑い女優「きよちゃん」とそっくり瓜二つであったため北尾アナウンサーにより呼称され定着したということである。
- 田辺支局のオリジナル番組「南紀応援隊秀介が行く」で活躍中のラジオカーレポータ「きよちゃん」こと山下博美は、方言丸出しの型破りなトークで絶大な人気を博している。

以上和歌山放送の備考より